# Tour de Taïwan
Le Tour de Taïwan (chinois simplifié : 国际自由车环台赛 ; chinois traditionnel : 國際自由車環台賽 ; pinyin : Guójì Zìyóu Chē Huán Táisài ; litt. « Tour cycliste routier international de Taïwan ») est une course cycliste par étapes organisée à Taïwan.

## Historique
La première édition se déroule en 1978, elle est créée à l'initiative de King Liu (en), fondateur de Giant, marque taïwanaise de vélos. Elle n'est néanmoins pas disputée par la suite tous les ans.
Reconnue en 2005 comme une compétition de l'UCI Asia Tour, elle est promue et reclassée en catégorie 2.1 à partir de l'édition 2012,.

## Parcours
Le Tour de Taïwan se déroule au mois de mars, en sept étapes du lundi au dimanche. Si les villes-étapes changent chaque année, Taipei et Kaohsiung accueillent souvent le départ ou l'arrivée de la compétition.

## Palmarès

### En tant que compétition amateur
| Année     | Vainqueur           | Deuxième        | Troisième     |
| --------- | ------------------- | --------------- | ------------- |
| 1991      | Freddy Wolsink      | Inconnu         | Inconnu       |
| 1992      | Inconnu             | Inconnu         | Inconnu       |
| 1993      | Lucien de Louw (nl) | Inconnu         | Inconnu       |
| 1994      | Ralf Schmidt        | Andrey Mizourov | Stephen Drake |
| 1995      | Jörn Reuß           | Inconnu         | Inconnu       |
| 1996-1998 | Inconnu             | Inconnu         | Inconnu       |
| 1999      | Brendon Vesty       | Inconnu         | Inconnu       |
| 2000      | Ryan Russell        |                 |               |
| 2001      | Non disputée        | Non disputée    | Non disputée  |
| 2002      | Inconnu             | Inconnu         | Inconnu       |

### En tant que compétition professionnelle
| Année                  | Vainqueur          | Deuxième           | Troisième         |                  |
| ---------------------- | ------------------ | ------------------ | ----------------- | ---------------- |
| non reconnue par l'UCI |                    |                    |                   |                  |
| 2003                   | Ghader Mizbani     | Jürgen Kotulla     | Mikhail Andreyev  |                  |
| 2004                   | Moritz Milatz      |                    |                   |                  |
| de l'UCI Asia Tour     |                    |                    |                   |                  |
| 2005                   | Ahad Kazemi        | Ghader Mizbani     | Thomas Peterson   |                  |
| 2006                   | Kirk O'Bee         | Stephen Gallagher  | Robert McLachlan  |                  |
| 2007                   | Shawn Milne        | Robert McLachlan   | Yevgeniy Yakovlev |                  |
| 2008                   | John Murphy        | Shawn Milne        | Takashi Miyazawa  |                  |
| 2009                   | Krzysztof Jeżowski | Peter McDonald     | Roman Jientaïev   |                  |
| 2010                   | David McCann       | Phillip Gaimon     | William Clarke    |                  |
| 2011                   | Markus Eibegger    | David McCann       | Junya Sano        |                  |
| 2012                   | Rhys Pollock       | Wong Kam Po        | Dirk Müller       |                  |
| 2013                   | Bernard Sulzberger | Tsgabu Grmay       | Kirill Pozdnyakov |                  |
| 2014                   | Rémy Di Grégorio   | Ioánnis Tamourídis | Marco Zanotti     |                  |
| 2015                   | Samad Poor Seiedi  | Hossein Askari     | Rahim Ememi       |                  |
| 2016                   | Robbie Hucker      | Francisco Mancebo  | Ben O'Connor      |                  |
| 2017                   | Benjamín Prades    | Edwin Ávila        | Kevin De Jonghe   |                  |
| 2018                   | Yukiya Arashiro    | Jonathan Clarke    | Jimmy Janssens    |                  |
| 2019                   | Jonathan Clarke    | James Piccoli      | Etienne van Empel |                  |
| 2020                   | Nicholas White     | Ryan Cavanagh      | Marcus Culey      |                  |
| 2021                   | annulé/abandonné   | annulé/abandonné   | annulé/abandonné  | annulé/abandonné |
| 2022                   | Benjamin Dyball    | Sam Culverwell     | Marcos García     |                  |
| 2023                   | Jeroen Meijers     | Jordi López        | Benjamín Prades   |                  |
| 2024                   | Joseph Blackmore   | Yūma Koishi        | Carter Bettles    |                  |
| 2025                   | Brady Gilmore      | Moritz Kretschy    | Jordi López       |                  |

Note: En octobre 2010, Kirk O'Bee, vainqueur de l'édition 2006 du Tour de Taïwan, est suspendu à vie et ses résultats obtenus depuis le 3 octobre 2005 sont annulés.

## Podiums par pays
| Pays            | Vainqueur | Deuxième | Troisième |
| Australie       | 7         | 5        | 5         |
| Iran            | 3         | 2        | 1         |
| États-Unis      | 2         | 2        | 1         |
| Allemagne       | 2         | 2        | 1         |
| Irlande         | 2         | 1        | 0         |
| Japon           | 1         | 2        | 2         |
| Espagne         | 1         | 2        | 2         |
| Pays-Bas        | 1         | 0        | 1         |
| France          | 1         | 0        | 0         |
| Grande-Bretagne | 1         | 0        | 0         |
| Pologne         | 1         | 0        | 0         |
| Autriche        | 1         | 0        | 0         |
| Kazakhstan      | 0         | 1        | 3         |
| Grèce           | 0         | 1        | 0         |
| Hong Kong       | 0         | 1        | 0         |
| Éthiopie        | 0         | 1        | 0         |
| Colombie        | 0         | 1        | 0         |
| Canada          | 0         | 1        | 0         |
| Belgique        | 0         | 0        | 2         |
| Italie          | 0         | 0        | 1         |
| Russie          | 0         | 0        | 1         |